# Anchomanes
Genre
Anchomanes est un genre de plantes de la famille des Araceae, présente en Afrique tropicale.

## Liste des variétés et espèces
Selon Catalogue of Life (26 juin 2020) :
- Anchomanes abbreviatus Engl.
- Anchomanes boehmii Engl.
- Anchomanes dalzielii N.E.Br.
- Anchomanes difformis (Blume) Engl.
- Anchomanes giganteus Engl.
- Anchomanes nigritianus Rendle

Selon GRIN (26 juin 2020) :
- Anchomanes difformis (Blume) Engl.

Selon NCBI (26 juin 2020) :
- Anchomanes dalzielii
- Anchomanes difformis
  - variété Anchomanes difformis var. welwitschii
- Anchomanes hookeri

Selon The Plant List (26 juin 2020) :
- Anchomanes abbreviatus Engl.
- Anchomanes boehmii Engl.
- Anchomanes dalzielii N.E.Br.
- Anchomanes difformis (Blume) Engl.
- Anchomanes giganteus Engl.
- Anchomanes nigritianus Rendle

Selon Tropicos (26 juin 2020) (Attention liste brute contenant possiblement des synonymes) :
- Anchomanes abbreviatus Engl.
- Anchomanes boehmii Engl.
- Anchomanes dalzielii N.E. Br.
- Anchomanes difformis (Blume) Engl.
- Anchomanes dubius Schott
- Anchomanes giganteus Engl.
- Anchomanes hookeri (Kunth) Schott
- Anchomanes nigritanus Rendle
- Anchomanes nigritianus Rendle
- Anchomanes obtusus A. Chev.
- Anchomanes petiolatus (Hook.) Hutch.
- Anchomanes welwitschii Rendle